# リパブリック RC-3 シービー
リパブリック RC-3 シービー
- 用途：スポーツ機／ツーリング機
- 分類：軽飛行機／飛行艇／水陸両用機
- 設計者：パーシヴァル・スペンサー（英語版）
- 製造者：リパブリック・アビエーション
- 運用者

  -  イスラエル（イスラエル航空宇宙軍）[1][2]
  -  ベトナム共和国南ベトナム空軍[3][4][5]
- 初飛行：1945年12月
- 生産数：1,060機

リパブリック RC-3 シービー (Republic RC-3 Seabee)は、第二次世界大戦後にアメリカ合衆国のリパブリック・アビエーションが製造、販売した民間向け小型スポーツ水上機 (小型飛行艇/水陸両用機)である。
RC-3 シービーにはまた、アメリカ陸軍航空軍によって水上観測機を表すOA-15の制式番号が与えられたが、導入契約は大戦終了に伴いキャンセルされ、アメリカ軍での実運用は行われなかった。

## 開発史

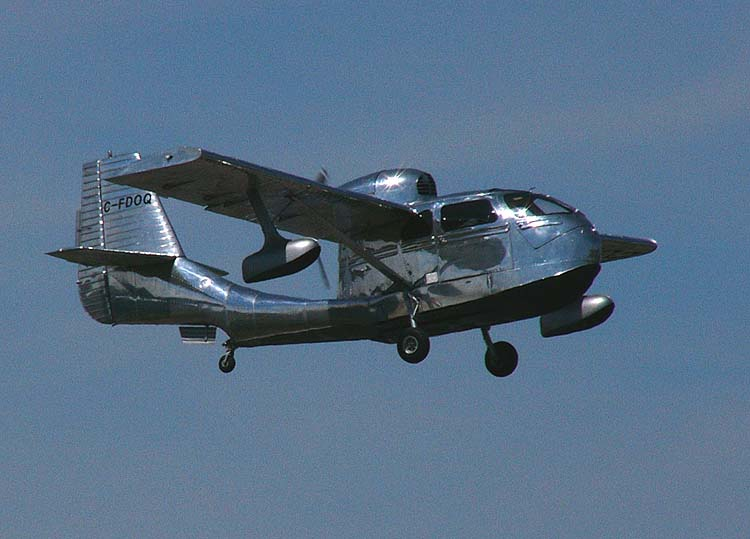
飛行中のシービー。車輪とフロートの両方を備えた水陸両用機である。

RC-3 "シービー"はアメリカ人航空機技術者パーシヴァル・スペンサーによって設計された。スペンサーは1911年、彼が14歳の時に技術雑誌ポピュラーメカニクスで得た知識でハンググライダーを設計・製作したという経歴を持ち、その3年後にはカーチス製の飛行艇で実際の動力飛行を経験し、1929年にはカーチス ロビンで軽飛行機の高度記録 (18,571 ft、5,660 m) を作っていた。
1937年には、スペンサーはシコルスキー・エアクラフトの航空機技術者であったヴィンセント・ラーセンと協力し、ラーセンとの唯一の共同設計作となるSL-12の開発を始めた ("SL"はスペンサー、ラーセンそれぞれの名前の頭文字である)。しかし開発は順調に進まず、1939年にSL-12の試作機は完成したが、1940年にはスペンサーはラーセンとの協力関係を解消し自らの会社を立ち上げて設計を続け、小型飛行艇 "S-12 エア・カー" (S-12 Air Car) の設計を始めた。S-12の機体形状は独特で、高翼配置の機体前方に箱状のキャビンがあり、そのキャビンの後部上方に推進式にエンジンとプロペラが配置され、尾翼ユニットはその下側から伸びた細いブームの先端に付けられていた。つまりこの時点で、後のRC-3の機体デザインはほぼ出来上がっていたわけである。
S-12の試作機は1941年8月に初飛行に成功したが、1941年12月に日本軍による真珠湾攻撃が発生してアメリカ合衆国が第二次世界大戦に本格的に参戦する事になると、スペンサーはS-12を倉庫にしまい込んでリパブリック・アビエーションに入社し、戦闘機のテスト飛行などの業務を務めた。
1943年にスペンサーはリパブリック社を離れ、S-12をプロモーション活動に使いたいと言ってきたイリノイ州シカゴの"ミルズ・ノベルティー・カンパニー"に入社し、ミルズ社の持っていた木材加工設備などを使ってS-12の機体をより洗練された卵状の曲面形状に改良した。スペンサーは改良されたS-12を、以前の雇用者であるリパブリック社の関係者にも披露した。
リパブリック社の関係者はS-12を見て、戦争から戻ってきたパイロットがプライベートで購入して使う水上スポーツ機として申し分ない出来だと確信し、1943年12月にはスペンサーからS-12の製造ライセンスを購入し、S-12をベースにした全金属製モデルの設計をスペンサーに依頼した。
1944年11月、スペンサーによるS-12の改良モデル"リパブリック RC-1 サンダーボルト" (Republic RC-1 Thunderbolt) は初飛行に成功した。翌12月にはRC-1の試作機はミズーリ州セントルイスで展示され、1944年の終わりにはリパブリック社は1,972機のRC-1の注文を個人ユーザーから受ける事に成功していた。
RC-1はまた、アメリカ海軍とアメリカ陸軍航空軍にも提案され、両者はこの機種に興味を示した。アメリカ海軍は1945年2月に、この機種の民間向けモデルに"シービー" (SeaBee) の名称を使用しても良いと公式に許可し、陸軍航空軍は観測や水上救助用途に使用する目的でOA-15の制式番号を与えた。しかし、1945年8月に日本がポツダム宣言を受諾し第二次世界大戦が終結すると、海軍・陸軍航空軍はOA-15シービーの注文を取り消した。
シービーがアメリカ軍で採用される見込みがなくなったことから、リパブリック社はこの機種を民間向けにできるだけ低価格で生産しようと工夫した。1945年11月には量産モデル "RC-3 シービー" の最初の試作機が工場から出荷され、12月にはスペンサー自身の操縦により初飛行に成功した。なお、"RC-1"、"RC-3" という社内モデル名はリパブリック社の民間向け機種に付けられた通し番号になっており、これらの間にある"RC-2"はシービー系列ではなく、大戦中にリパブリックがアメリカ軍に提案していた4発偵察機"XF-12 レインボウ"を民間向け旅客機に転用しようとしたバージョンに付けられたモデル名である。
1947年10月に1,060機の生産をもってRC-3の製造は終了した。リパブリック社はRC-3について当初年間5,000機の販売を目標としておりこれは叶わなかったが、生産数としてはパイパー・エアクラフト社のパイパー カブシリーズ、ビーチ・エアクラフト社のボナンザ、セスナ・エアクラフトのセスナ 140に次ぐもので、戦後、帰国した軍のパイロットへの個人需要を過大評価して多くの小型飛行機メーカーが盛衰した事から考えれば、RC-3シービーは一定の成功を収めたと評価されている。

## 運用

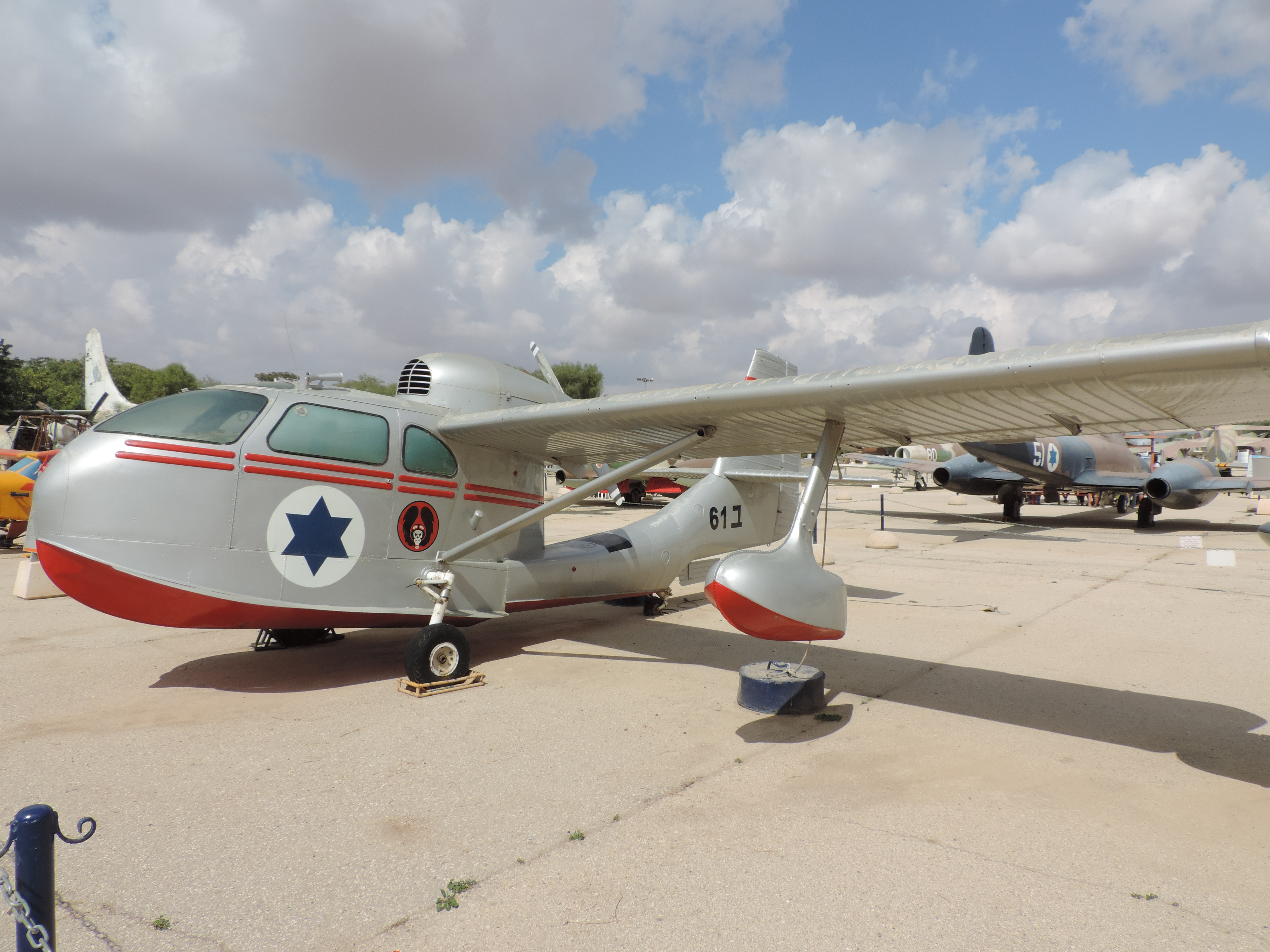
イスラエル空軍博物館のシービー

RC-3シービーのユーザーの多くはアメリカおよびカナダ在住で、また累計108機のシービーが海外に輸出されたと記録されている。
1947年にアメリカ国内の民間個人ユーザーに販売されたRC-3シービーの1機（シリアルナンバー 1019, 機体記号 NC6731K) はパレスチナの貿易会社を通じて建国直後のイスラエルに持ち込まれ、VQ-PAVの機体記号に変更されてイスラエル空軍第101飛行隊の装備となった。このシービーは1953年に退役したが、1980年代に別のアメリカ人ユーザーから1機のRC-3がイスラエル空軍博物館に寄贈され、1948年当時のイスラエル空軍機の塗装を再現して展示されている。
2006年の時点で、世界で約250機以上のRC-3シービーが現役登録されており、余剰部品や廃機体から集めた部品で再生される機があることから、登録数は減るどころかむしろ年々微増している。

## 派生型・発展型
1960年代に、アメリカ合衆国の別の航空機メーカー"ユナイテッド・コンサルタンツ"により、23機のRC-3シービーがエンジンを双発化した"UC-1 ツイン・ビー"と呼ばれるモデルに改造され販売されている。
1970年代には、カナダの航空機メーカー"トライデント・エアクラフト"により、シービーの発展型として"TR-1 トライガル"が開発されている。
また、オリジナルのRC-3を設計したパーシヴァル・スペンサー自身は、1968年に退役アメリカ空軍軍人のデール・アンダーソンと共にS-12を発展させた水上機シリーズを製造販売する会社を立ち上げ、S-12C、S-12D、S-12E、およびS-14と呼ばれる後継シリーズの開発を続けた。S-12の後継機の初飛行は1970年に、S-14の初飛行はスペンサーが86歳となった1983年に行われている。

## 要目
- 乗員：4名
- 全長：8.5 m (27 ft 10.5 in)
- 全幅：11.5 m (37 ft 8 in)
- 全高：3.1 m (10 ft 1 in)
- 翼面積：18.2 m² (196  ft²)
- 空虚重量：993 kg (2,190 lb)
- 全備重量：1,429 kg (2,810 lb)
- エンジン：1 × フランクリン O-335（英語版）, 215 hp
- 最大速度：238 km/h (129 knot / 148 mph)
- 航続距離：850 km (520 mi)